# Dabbe – Die Teuflischen
Dabbe – Die Teuflischen (Eigenschreibweise D@bbe) ist ein türkischer Horrorfilm aus dem Jahr 2006. Der Film wurde vom Regisseur Hasan Karacadağ gedreht und erschien am 10. Februar 2006 in der Türkei in den Kinos.

## Inhalt
Auf brutale Weise beginnen die Menschen Selbstmord zu begehen. Ausgehend von den USA breitet sich diese Selbstmordwelle über die ganze Erde aus. Der erste ähnliche Fall in der Türkei ereignete sich im Bezirk Selçuk in der Provinz Izmir. Dort bringt sich ein Mann namens Tarık um, nachdem er lange Zeit am Computer verbracht hat. Ohne Erfolg werden Tarıks enge Freunde Sema, Hande und Cem von Kommissar Süleyman verhört. Nach einer Weile bekommen seine Freunde E-Mails von Tarık. Sie fangen auch an, seltsame Kreaturen um sich herum zu sehen. Das ist erst der Anfang des Weltuntergangs.

## Veröffentlichung
Der Film erschien am 10. Februar 2006 in den türkischen Kinos. In Deutschland erschien der Film am 15. November 2007 auf DVD von Euro Video mit einer Altersfreigabe ab 16 Jahren. Am 23. April 2009 wurde der Film in einer Collection mit drei weiteren Filmen veröffentlicht.

## Rezeption
- Lexikon des internationalen Films: Türkisches Remake des japanischen Science-Fiction-Horrorklassikers „Kairo“ (US-Remake: „Pulse“), das die Handlung uninspiriert und mit überforderten Jungdarstellern nachstellt.[4]